# Zlatko Vince
Zlatko Vince (Đakovo, 10. siječnja 1922. – Zagreb, 1. prosinca 1994.), bio je hrvatski jezikoslovac, profesor na Sveučilištu u Zagrebu.

## Životopis
Zlatko Vince rođen je u Đakovu 1922. godine. Studij je završio 1945. godine u Zagrebu. Diplomirao je hrvatski jezik, jugoslavenske književnosti, povijest, ruski i francuski jezik. Predavao je na gimnazijama u Zagrebu, Pazinu i Puli. Od 1969. godine radio je na Sveučilištu u Zagrebu, 1979. godine postao je redoviti profesor, a 1988. godine izabran je za dopisnog člana Akademije znanosti i umjetnosti u Zagrebu.
Suautor je gramatičkog djela Jezičnog savjetnika s gramatikom. Pozornost je usmjerio proučavanju povijesti hrvatskog jezika u 19. i 20. stoljeću, o kojemu je objavio svoje životno djelo, monografiju Putovima hrvatskoga književnog jezika koja je doživjela tri izdanja te audio izdanje za slijepe i slabovidne osobe (1990. godine). Proučavao je i doprinos hrvatskoj filologiji manje poznatih hrvatskih filologa. Članke je objavljivao u Zadarskoj reviji, Filologiji, Jeziku.

## Djela
Nepotpun popis djela:
- Zadar kao središte raspravljanja o književnom jeziku u prvoj polovini XIX stoljeća u Dalmaciji, Zagreb, 1965.
- Filološke škole 19. stoljeća u razvoju hrvatskog književnog jezika, Zagreb, 1968.
- Fran Kurelac kao jezikoslovac, Zagreb, 1968.
- Jezični savjetnik s gramatikom, Zagreb, 1971., ( suautori: Vida Barac–Grum, Dragica Malić i Slavko Pavešić)[2]
- Udio Slavonije i Dalmacije u oblikovanju hrvatskog književnog jezika, Zagreb, 1973.
- Putovima hrvatskoga književnog jezika, Zagreb, 1978. (2. izd. Zagreb, 1990., 3. izd. Zagreb, 2003.)
- Ivan Broz, Zagreb, 1992.
- Ikavica u hrvatskoj jezičnoj povijesti: sudbina ikavice u hrvatskoj pisanoj riječi - Zadarsko - dalmatinski jezično - kulturni krug, Zagreb, 1998.
- Vatroslav Kalenić Vladimir Anić Zlatko Vince. Rasprave i članci, prir. Ivo Pranjković, Stoljeća hrvatske književnosti, knj. 138, Matica hrvatska, Zagreb, 2018.

## Vanjske poveznice
- Zlatko Vince: Filološke škole 19. stoljeća u razvoju hrvatskoga književnog jezika, Jezik, Vol. 16 No. 2, 1968.
- Zlatko Vince: ZNAČENJE FRANA KURELCA KAO JEZIKOSLOVCA, Rasprave: Časopis Instituta za hrvatski jezik i jezikoslovlje, Vol. 1 No. 1, 1968.
- Zlatko Vince: Zaokret u hrvatskom književnom jeziku potkraj 19. stoljeća, Croatica : časopis za hrvatski jezik, književnost i kulturu, Vol. 6 No. 6, 1975.